# Rafique Ghaznavi
Rafiq Ghaznavi (su nombre también es escrito como Rafiq) fue un actor, director, cantante de playback  y director musical indio, nacido en 1907 en territorios que hoy pertenecen a Pakistán y fallecido en 1974. Saltó a la fama con su primera obra titulada "Heer Ranjha" (1932). Fue abuelo materno de la actriz y cantante Salma Agha.

## Carrera
Rafique debutó como actor en 1932, en una película mitológica titulada "Heer Ranjha" con A. R. Kardar y Anwari Begum, está película fue un gran éxito comercial. Más adelante se casó con Anwari Begum. Rafique y Anwari continuaron actuando en películas de Bollywood durante la década de los años 1930, como actor protagonizó 18 películas, pero no se sentía como un actor notable. Fue a menudo descrito como un actor de estilo casanova. Era una persona talentosa y aparte de dedicarse a la actuación, era a la vez director musical, cantante y músico. Compuso 191 canciones para 22 películas, como compositor sus temas musicales eran de carácter lírico. Dirigió una sola película e interpretó 30 canciones para 15 películas. En 1943, compuso una canción para una película de superéxito titulada "Najma", dirigida por el legendario director Mehboob Khan y protagonizada por Ashok Kumar. Con Anwari tuvo una hija llamada Nasreen. Nasreen dio a luz a la popular actriz y cantante Salma Agha. Él, junto con Anwari se trasladaron a Pakistán durante la guerra de independencia y la división de 1947. Allí falleció el 2 de marzo de 1974 a la edad de 67 años.